# گرد دایس
گرد دایس (انگلیسی: Gerd Dais؛ زادهٔ ۱۱ اوت ۱۹۶۳) بازیکن فوتبال اهل آلمان است.
از باشگاه‌هایی که در آن بازی کرده‌است می‌توان به باشگاه فوتبال کارلسروهه و باشگاه فوتبال اس‌وی زاندهاوزن اشاره کرد.